# Hävla landskommun
Hävla landskommun var en tidigare kommun i Östergötlands län.

## Administrativ historik
Kommunen bildades som så kallad storkommun vid den landsomfattande kommunreformen 1952 genom sammanläggning av de tidigare kommunerna Regna och Skedevi. Namnet togs från bruksorten Hävla.
I samband med nästa indelningsreform upphörde kommunen år 1971 och området tillfördes Finspångs kommun.
Kommunkoden var 0528.

### Kyrklig tillhörighet
I kyrkligt hänseende tillhörde kommunen Regna församling och Skedevi församling.

## Geografi
Hävla landskommun omfattade den 1 januari 1952 en areal av 520,03 km², varav 437,45 km² land.

### Tätorter i kommunen 1960
| Tätort   | Folkmängd |
| -------- | --------- |
| Rejmyra  | 703       |
| Igelfors | 309       |

Tätortsgraden i kommunen var den 1 november 1960 29,5 procent.

## Politik

### Mandatfördelning i valen 1950–66
| 17 | 8 | 7 | 3 |

| 31 |

|  | 16 | 7 | 6 | 5 |

| 29 | 6 |

| 15 | 9 | 5 | 6 |

| 31 |

| 16 | 9 | 5 | 5 |

| 33 |

| 15 | 9 | 5 | 6 |

| 32 |